# 배정미래고등학교
배정미래고등학교(培正美來高等學校)는 대한민국 부산광역시 남구 문현동에 있는 사립 고등학교이다.

## 학교 연혁
- 1973년 2월 26일 : “부산중앙여자상업전수학교” 설립인가(주·야 각 학년 8학급 총 48학급) 설립자 청남 남기열(靑南 南基烈) 선생
- 1973년 3월 17일 : 개교 및 1973학년도 제1학년 입학식, 초대 강재호 교장 취임
- 1976년 1월 9일 : 제1회 졸업식
- 1982년 6월 10일 : “부산중앙여자실업학교” 로 교명 변경
- 1983년 11월 22일 : 학교법인 배정학원에 통합
- 1983년 12월 23일 : 대학교 입학 고등학교 학력 인정학교 지정(문교부 장관)
- 1985년 12월 5일 : 신축교사 완공
- 1990년 11월 10일 : 체육관 준공식
- 1991년 9월 17일 : “배정여자상업고등학교” 로 설립(개편) 인가
- 1999년 9월 2일 :  “배정정보여자고등학교” 로 교명 변경
- 2000년 9월 1일 :  “부산정보과학고등학교” 로 교명 변경 (남녀공학)
- 2010년 5월 17일 : 학교법인 배정학원 이경희 이사장 취임
- 2013년 3월 1일 : “부산경영고등학교” 로 교명 변경 및 학과 개편 (금융 3, 경영 3, 창업경영 2)
- 2020년 3월 1일 : “배정미래고등학교” 로 교명 변경 및 학과 개편 (미용 3, 디자인 2, 경영 2)
- 2021년 3월 1일 : 제13대 김미영 교장 취임
- 2024년 2월 8일 : 제49회 졸업식 (졸업생 111명, 누적 졸업생 24,139명)
- 2024년 3월 4일 : 신입생 입학식 145명

## 설치 학과
- 미용과
- 보건간호과
- 디자인과

## 참고 자료
- 배정미래고등학교 - 한국교육학술정보원 학교알리미